# 逃獄兄弟
《逃獄兄弟》（英語：Breakout Brothers），前名《逃出行動》，是一部香港以監獄為題材的黑社會電影，麥浩邦第二部導演作品，黃凱森動作指導，由譚耀文、張繼聰、栢天男及張建聲領銜主演；黃德斌、何佩瑜、翟凱泰、黃祥興、李影及鄒文正主演；伍詠薇特別演出；陳漢娜友情客串。網上平台Disney+和愛奇藝可以觀看。

## 故事大綱
龍蛇混雜的監獄世界，一直由江湖巨頭滾筒和被判終身監禁的刀疤兩大勢力平分天下，卻因為新囚麥建天的出現，改變了風平浪靜的監獄生活。建天先被刀疤連番威迫放棄上訴，後被揭發與滾筒有著深仇大恨而慘被欺凌，建天為求保命只好接受同倉獄友浩正的建議，合謀策劃了精密的越獄計劃。為了避開鄧獄長的嚴密監管，浩正設局遊說滾筒協助，同時卻被刀疤識破而被迫接受加盟。就此，獄中四人只好放下成見共同聯手，上演一場驚心動魄的逃獄行動！

## 演員表
| 演員                | 角色   | 備註                                                                               |
| 譚耀文              | 林國龍 | 滾筒 美玲之前夫 林穎琪之父（得知女兒還活著且要結婚，所以越獄）                     |
| 張繼聰              | 陳浩正 | 因犯盜竊罪被判處監禁 李影之子 雪怡之未婚夫 于结局成功捐肾救其母亲                  |
| 栢天男              | 麥建天 | 打啄仔（黎石泉稱呼） 天榮建築公司合夥人之一 因被鄒志榮陷害犯非法收受利益罪而被判監 |
| 張建聲              | 黎石泉 | 刀疤 林国龙，陈浩正，麦建天之天敌                                                  |
| 黃德斌              | 鄧瀚宗 | 鄧獄長 懲教事務總監督，声称阿一 在追捕林国龙，陈浩正，麦建天时被陈浩正打至重伤     |
| 何佩瑜              | 雪 怡  | 陳浩正之未婚妻                                                                     |
| 翟凱泰              | 謄雞強 | 一級懲教助理                                                                       |
| 黃祥興              | 鄒志榮 | 天榮建築公司合夥人之一 陷害麥建天 為了阻止麥建天上訴而僱用刀疤欺凌麥建天           |
| 李影                |        | 陳浩正之母 患了癌症，于结局得了陈浩正的肾后康复                                    |
| 鄒文正              | 張 源  | 懲教主任                                                                           |
| 古天祥              | 新 郎  | 林颖琪之男友，后为其夫                                                             |
| 伍詠薇 （特別演出） |        | 林國龍之前妻，曾反目，于结局和好 林穎琪之母                                        |
| 陳漢娜 （友情客串） | 林穎琪 | 林國龍之女 于结局与林国龙正式相认                                                  |

## 獎項
| 年份   | 颁奖典礼           | 奖项                   | 名稱              | 结果 |
| ------ | ------------------ | ---------------------- | ----------------- | ---- |
| 2021年 | 第17屆中美電影節   | 「年度優秀網絡大電影」 | 《逃獄兄弟》      | 獲獎 |
| 2022年 | AEG 娛樂人氣王2022 | 最佳網絡電影           | 不適用            | 獲獎 |
| 2022年 | AEG 娛樂人氣王2022 | 矚目男演員（電影）     | 張建聲            | 獲獎 |
| 2022年 | AEG 娛樂人氣王2022 | 矚目男演員（電影）     | 栢天男            | 獲獎 |
| 2022年 | AEG 娛樂人氣王2022 | 人氣網絡角色（電影）   | 滾筒（譚耀文 飾） | 獲獎 |

## 外部連結
- 香港影庫上《逃獄兄弟》的資料（繁體中文）
- 豆瓣电影上《逃獄兄弟》的資料 （简体中文）
- 互联网电影数据库（IMDb）上《逃獄兄弟》的资料（英文）
- 逃獄兄弟的Facebook專頁